# I Won-hui
I Won-hui (korejsky 이 원희), (anglicky Lee Won-hee), (* 19. července 1981 Jižní Korea) je bývalý reprezentant Jižní Koreje v judu. Je olympijským vítězem z roku 2004.

## Sportovní kariéra
Jeho kariéra byla impozantní, ale velmi krátká. Svého času patřil za vynikajícího technika. Jen velmi málo judistů je schopno na vrcholové úrovni provést techniku tai-otoši způsobem jakým to on dokázal.
V roce 2003 dostal poprvé šanci reprezentovat na vrcholné akci. V roce 2004 odjížděl na olympijské hry v Athénách v roli favorita na vítězství. Jediný krizový moment si prožil v semifinále proti Moldavanovi Bivolovi. Bivol ho v polovině zápasu poslal po kombinaci na lopatky a dle trendů té doby se jednalo o ippon. Rozhodčí však zahlásil wazari a tím přispěl k zisku jeho zlaté olympijské medaile.
V roce 2007 prohrál nominaci na mistrovství světa s Wang Ki-čchunem a dveře na velkou akci mu zůstaly již zavřené.

## Výsledky

### Váhové kategorie
| Turnaj            | 2000       | 2001       | 2002       | 2003       | 2004       | 2005       | 2006       |
| Turnaj            | 19         | 20         | 21         | 22         | 23         | 24         | 25         |
| Turnaj            | lehká váha | lehká váha | lehká váha | lehká váha | lehká váha | lehká váha | lehká váha |
| ----------------- | ---------- | ---------- | ---------- | ---------- | ---------- | ---------- | ---------- |
| Olympijské hry    | —          |            |            |            | 1.         |            |            |
| Mistrovství světa |            | —          |            | 1.         |            | —          |            |
| Asijské hry       |            |            | —          |            |            |            | 1.         |
| Mistrovství Asie  | —          | —          |            | 1.         | —          | —          |            |
| MS juniorů        | úč.        |            |            |            |            |            |            |